# Bandar Torkman
Bandar Torkman este un oraș din Iran.